# Rebordosa
Rebordosa este un oraș în Paredes, Portugalia. În 2011, populația sa număra 9,106 de locuitori.